# 松平資承
松平 資承（まつだいら すけつぐ）は、丹後国宮津藩3代藩主。本庄松平家6代。

## 生涯
寛延2年（1749年）10月29日、上総国大多喜藩3代藩主松平正温の三男として江戸で生まれる。宝暦13年（1763年）3月15日、将軍徳川家治に御目見した。明和2年（1765年）9月16日、宮津藩の第2代藩主松平資尹が死去したため、末期養子として家督を継いだ。10月1日、将軍徳川家治に御目見した。12月18日、従五位下・豊後守に叙任した。
安永5年（1776年）1月29日、奏者番に就任した。天明4年（1784年）4月26日、寺社奉行との兼任となった。7月2日、松平宗資の長男村上常勝の子孫である村上常福に新田350石を分知する。天明5年(1785年)、伏見義民の直訴を受ける。天明6年（1786年）閏10月2日、寺社奉行を辞職する。この時期、藩政においては、天明の大飢饉で大被害を受けて米価が異常高騰し、餓死者が多数出て、古記録には「言語に尽し難き困窮の年柄」とある。
寛政8年（1796年）2月28日、奏者番を辞職する。11月17日、隠居し、次男宗允に家督を譲る。寛政12年（1800年）8月18日に江戸で死去した。享年52。

## 系譜
- 父：松平正温（1725-1782）
- 母：長山氏
- 養父：松平資尹（1746-1765）
- 正室：浅野宗恒の娘
- 室：結城氏
  - 次男：松平宗允（1780-1816）
- 生母不明の子女
  - 男子：松平資統
  - 三男：松平宗発（1782-1840） - 松平宗允の養子
  - 男子：松平資恭
  - 五男：安藤直馨（1786-1826） - 安藤直則の養子
  - 男子：松平資克
  - 男子：松平資譲
  - 女子：富田知良正室
  - 女子：堀田一知正室
  - 女子：歌子 - 清光院、津軽親足正室
  - 女子：朽木綱方正室
  - 十女：水野忠啓正室